# Much Against Everyone's Advice
Much Against Everyone's Advice è il secondo album in studio del gruppo musicale belga Soulwax, pubblicato nel 1998.

## Tracce
Versione Belgio/Europa
1. Conversation Intercom – 3:06
2. Saturday – 3:11
3. When Logics Die – 3:29
4. Much Against Everyone's Advice – 2:48
5. Overweight Karate Kid – 2:04
6. Proverbial Pants – 4:27
7. The Salty Knowledge Of Tears – 2:42
8. Flying Without Wings – 3:47
9. More Than This – 4:21
10. Too Many DJs – 4:11
11. Temptingly Yours – 2:26
12. My Cruel Joke – 4:23
13. Scream – 3:38
14. Funny – 4:34

Versione UK
1. Conversation Intercom – 3:06
2. Saturday – 3:11
3. When Logics Die – 3:30
4. Much Against Everyone's Advice – 2:48
5. Overweight Karate Kid – 2:04
6. Proverbial Pants – 4:27
7. More Than This – 4:22
8. Too Many DJs (New Version) – 4:31
9. Temptingly Yours – 2:27
10. Scream – 3:38
11. Funny – 4:34

Versione USA
1. Conversation Intercom – 3:06
2. Saturday – 3:11
3. When Logics Die – 3:29
4. Much Against Everyone's Advice – 2:48
5. Overweight Karate Kid – 2:04
6. Proverbial Pants – 4:27
7. The Salty Knowledge Of Tears – 2:42
8. Flying Without Wings – 3:47
9. More Than This – 4:21
10. Too Many DJs – 4:31
11. Temptingly Yours – 2:26
12. Scream – 3:38
13. Funny – 4:34